# Bataille d'Assam
Guerre civile éthiopienne de 1871
Batailles
La bataille d'Assam se déroule le 11 juillet 1871 entre l'armée de Tekle Giyorgis II et celle de Dejazmach Kassa Mercha, plus tard Yohannes IV. Après la première victoire de Kassa Mercha à May Zulawu, Tekle Giyorgis a été forcé par son adversaire dans un cul-de-sac dans la zone d'Adoua où a eu lieu l'affrontement, près de la rivière Assam. La bataille s'achève par la victoire de Kassa Mercha, la capture du Negusse Negest Tekle Giyorgis II et l'effondrement de l'armée de celui-ci. Six mois plus tard, Kassa Merche se fait couronner le 21 janvier 1872 sous le nom de Yohannes IV.